# Guyana Airways

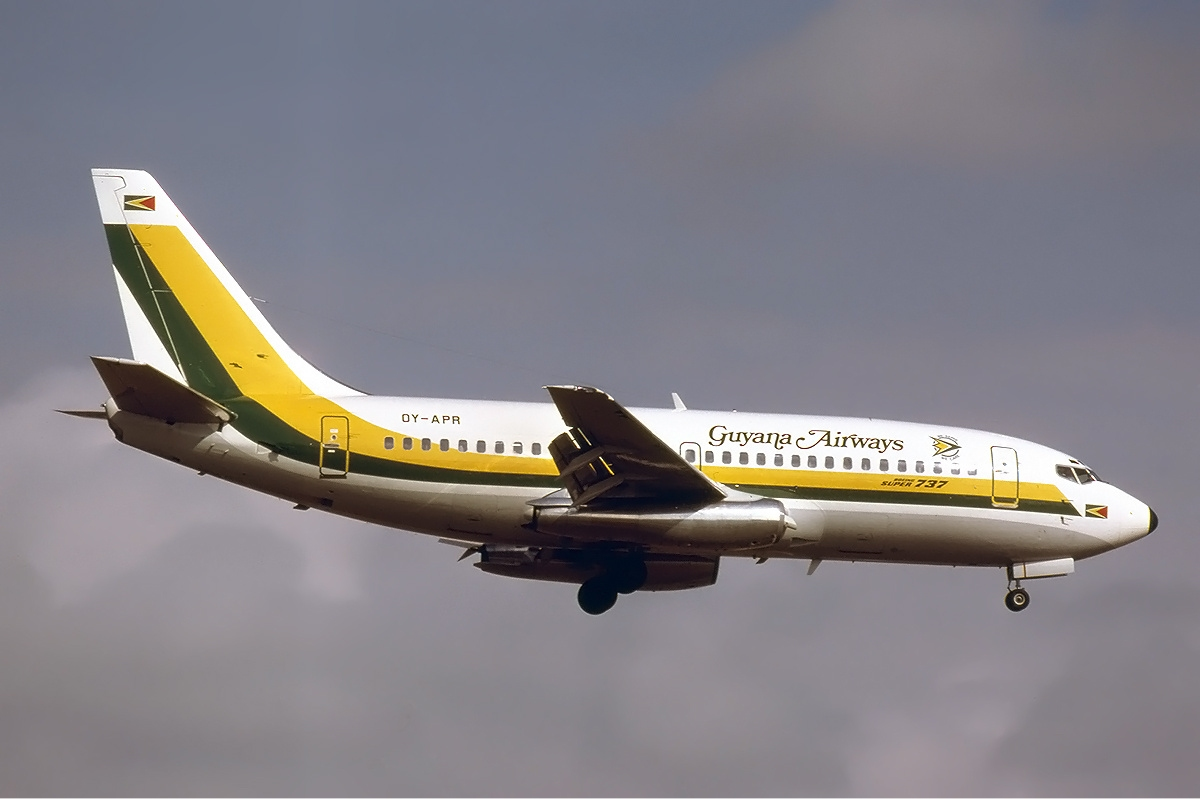
Boeing 737 of Guyana Airways 1980

Guyana Airways är ett före detta flygbolag från Guyana. Bolaget som var Guyanas nationella flygbolag bildades 1939, då under namnet British Guiana Airways och bedrev trafikflyg från huvudstaden Georgetown till destinationer i Karibien, USA och Kanada. Bolaget gick i konkurs 1999. Under en kort period efterträddes bolaget av ett nystartat nationellt bolag, Guyana Air 2000, men även det bolaget upphörde med verksamheten i maj 2001.

## Flotta
Guyana Airways har haft följande flygplanstyper i sin flotta:
- Boeing 707
- Boeing 737
- Boeing 757
- De Havilland Canada DHC-6
- Douglas DC-3
- Douglas DC-6
- Hawker Siddeley HS748
- Lockheed L-188 Electra
- Tupolev Tu-154